# Rietzer Grieskogel
De Rietzer Grieskogel is een 2884 meter hoge bergtop in de Stubaier Alpen in de Oostenrijkse deelstaat Tirol.
Met die hoogte is de Rietzer Grieskogel de hoogste top van de Noordelijke Sellrainer Bergen. De eerste gedocumenteerde beklimming van de berg werd in 1829 ondernomen door de uit Innsbruck afkomstige boswachter Andreas Sauter, een broer van de plantkundige Anton Sauter. De berg is, vanwege zijn makkelijke bereikbaarheid middels goed gemarkeerde klimwegen (wegnummer 153) vanaf Telfs in het Oberinntal, een veelvuldig beklommen bergtop. De berg is vernoemd naar het dorp Rietz, dat eveneens in het Inndal gelegen is.

## Ligging
De Rietzer Grieskogel ligt hemelsbreed ongeveer acht kilometer ten zuiden van Telfs, ongeveer 27 kilometer ten westen van Innsbruck en vijf kilometer ten noorden van Sankt Sigmund im Sellrain. Naburige bergtoppen zijn in het westen de 2758 meter hoge Bachwandkopf, in het noordoosten de 2798 meter hoge Hocheder en in het zuidoosten de 2603 meter hoge Schartenkogel. Aan zuidwestelijke zijde gaat de berg over een grote hoogte via steile hellingen van 30° tot 50° over in de Oberer Zirmbachalm (2100 meter).

## Geologie
Geologisch behoren de Noordelijke Sellrainer Bergen en dus ook de Rietzer Grieskogel tot het zogenaamde Ötztaler Gneis. Met name biotiet, ook wel donkere glimmer genaamd, is een belangrijke bouwsteen van dit bergmassief. Omdat dit gesteente vrij makkelijk verweert en erodeert, door bijvoorbeeld vorst, zijn de bergen in dit gebied minder steil en ruw van aard, waardoor zij toegankelijker zijn voor alpinisten.

## Routes
De Rietzer Grieskogel wordt bijna altijd vanuit noordelijke richting vanaf de Peter-Anich-Hütte (1909 meter), ten zuiden van Telfs, beklommen. De weg met nummer 153 voert vervolgens in zuidelijke richting over de Bachwandkopf, dan langs de westgraat naar de top. Deze tocht kost volgens de literatuur ongeveer drieënhalf uur. Vanaf het wintersportoord Kühtai, gelegen op de pashoogte tussen het Nedertal waardoor de Stuibenbach stroomt in het westen en het Sellraintal in het oosten voert een weg langs de Zirmbach over de zuidwestelijke flank. Deze route neemt naar verluidt ongeveer vierenhalf uur in beslag.